# Schiffenenmeer
Het Schiffenenmeer (Duits: Schiffenensee, Frans: Lac de Schiffenen) is een stuwmeer in het Zwitserse kanton Fribourg. Aan het meer grenzen de districten See, Sarine en Sense. Bij Granges-Paccot loopt de snelweg A12 over het stuwmeer(Stausee). Verder loopt er ook nog een spoorbrug over het meer.
De stuwdam werd in 1963 in het dal van Schiffenen afgemaakt; de bouw heeft 4 jaren geduurd.
- Het meer is 12,7 km lang, de oppervlakte is 425 hectare en het bevat gemiddeld 65 miljoen m³.
- De muur is 417 meter lang en 47 meter hoog en is gebouwd in een boog.
- Het stroomgebied is 1400 km² groot.
- De energiecentrale wordt geëxploiteerd door Groupe E en voorziet het kanton Fribourg van energie. De centrale staat aan de voet van de stuwdam.
- De capaciteit is 1000 m³/s.